# Iernut
Iernut (ungarsk: Radnót, ungarsk udtale: [ˈrɒdnoːt]) er en by i distriktet Mureș , i det centrale Transsylvanien, Rumænien. Byen har 8.473 (2021) indbyggere, og  administrerer otte landsbyer: Cipău (Maroscsapó), Deag (Marosdég), Lechința (Maroslekence), Oarba de Mureș (Marosorbó), Porumbac (Porumbáktanya), Racameț (Józseftanya), Sălcud (Szélkút), og Sfântu Gheorghe (Csapószentgyörgy). Den blev officielt en by i 1989 som et resultat af Rumæniens landdistriktsreform.
Kommunen ligger på den Transsylvanske Plateau. Den ligger på bredden af floden Mureș, som floden  Lechința munder ud i her.

## Historie
Arkæologiske fund på Iernuts område, der af de lokale kaldes Fundu Bedeelor, viser at området har været bosat  siden bronzealderen. På den nuværende bys område fandtes i det 2. og 3. århundrede en Romersk koloni.
Iernut blev første gang nævnt i dokumenter i 1257 under navnet terra Ranolth; den hørte derefter til Kongeriget Ungarn, senere til fyrstendømmet Transsylvanien og Østrig-Ungarn.